# Zygopetalum crinitum
Zygopetalum crinitum  es una especie de orquídea, nativa del sureste y sur de Brasil.